# 마하 나가
마하 나가(싱할라어: මහා නාග, 490년 ~ 564년 4월 13일)는 아누라다푸라 왕국 모리야 왕조의 제12대 군주였다. 그는 키티시리 메가반나의 뒤를 이어 아누라다푸라의 왕이 되었고 그의 사촌 아가보디 1세(삼촌 바야시바의 아들)가 왕위를 계승했다.

## 같이 보기
- 스리랑카의 역사